# Nikola Széchy
Nikola Széchy (Seč) (mađ. Széchy Miklós) (?, o. 1320. - ?, 1387.), ugarski velikaš te ban cijele Slavonije (totius Sclauoniae banus) (1344. – 1349.), hrvatski ban (1359. – 1366. i 1374. – 1380.) i slavonski ban (1366. – 1368. i 1372. – 1373.).
Bio je jedan od najznačajnijih pristaša kralja Ludovika I. Anžuvinca (1342. – 1382.) koji mu je dodijelio niz službi na teritoriju Hrvatske i Dalmacije te Slavonije. Nakon što je kralj Ludovik I. 1343. godine potvrdio privilegije nižem slavonskom plemstvu i slobodnjacima, poslao ga je tamo sa zadatkom da, kao "ban cijele Slavonije" provede kraljevu odluku. Kao "ban Hrvatske i Dalmacije" aktivno je sudjelovao u političkim i vojnim zbivanjima u Dalmaciji, gdje je izmirio plemstvo i pučanstvo grada Trogira, nakon bune pučana tijekom 1357. – 1358. godine.
U ratu između Ludovika I. i Mlečana, sudjelovao je 1378. godine, zajedno s flotom iz Genove, u pomorsko-kopnenoj bitki i pobjedi nad Mlečanima kraj Trogira.

## Vanjske poveznice
- Széchy, Nikola Hrvatska enciklopedija